# Oliver Dickhäuser
Oliver Dickhäuser (* 1971 in Hemer) ist ein deutscher Psychologe und Hochschullehrer.

## Werdegang
Dickhäuser studierte an der Universität Bielefeld Psychologie und Mathematik, Deutsch sowie Naturwissenschaften/Technik. 1997 legte er dort sein Diplom in Psychologie ab, 1999 das Erste Staatsexamen für das Lehramt in den Fächern Deutsch, Mathematik und Naturwissenschaft/Technik.
Dickhäuser arbeitete dann als wissenschaftlicher Mitarbeiter am Institut für Psychologie der Universität Hildesheim und an der Universität Gießen, wo er 2001 mit der Dissertation Nutzung von Computern – Evidenz für ein Erwartung-Wert-Modell und seine Anwendung zur Erklärung von Geschlechtsunterschieden zum Dr. phil. promovierte. Er habilitierte sich 2005 mit einer Arbeit über die Bedeutung von Fähigkeitsselbstwahrnehmungen in Lernkontexten. Zeitweilig war Dickhäuser an die Universität Marburg delegiert, wo er im Fachbereich Psychologie forschte und lehrte.
Von 2005 bis 2008 vertrat er den Lehrstuhl für Pädagogische Psychologie an der Universität Erlangen-Nürnberg. Seit 2008 ist er Inhaber des Lehrstuhls für Pädagogische Psychologie der Universität Mannheim. Er ist Editorial Board Member verschiedener Fachzeitschriften, darunter die Zeitschrift für Entwicklungspsychologie und Pädagogische Psychologie, Zeitschrift für Pädagogische Psychologie und des Journal of Educational Psychology. Er ist Mitglied de Mannheimer Zentrums für Europäische Sozialforschung.

## Forschung
Dickhäusers Forschungsschwerpunkte sind motivationale und kognitive Prozesse bei Lernenden, motivationale und kognitive Prozesse bei Lehrkräften sowie die Bedeutung von Kontextfaktoren für motivationale und kognitive Prozesse in Erziehung und Unterricht. Darüber hinaus beschäftigt er sich in seinen Arbeiten mit Motivationsförderung, etwa durch Trainings, und mit der Qualitätssicherung im Bildungskontext, unter anderem an Hochschulen. 
Während der Corona-Pandemie war Dickhäuser im Sommer 2020 Initiator einer gemeinsamen Stellungnahme verschiedener Wissenschaftsorganisationen (darunter Gesellschaft für Empirische Bildungsforschung, Deutsche Gesellschaft für Kinder- und Jugendmedizin, Deutsche Gesellschaft für Psychologie) zur Öffnung von Bildungseinrichtungen, äußerte sich gegenüber verschiedenen Medien zur Situation von Kindern und Jugendlichen während der Pandemie und war im Frühjahr 2021 Ausrichter einer Tagung Bildung und Corona.

## Schriften (Auswahl)
- Computernutzung und Geschlecht. Ein Erwartung-Wert-Modell. (= Pädagogische Psychologie und Entwicklungspsychologie. Band 26). Waxmann, Münster 2001.
- C. Schöne, O. Dickhäuser, B. Spinath, J. Stiensmeier-Pelster: Skalen zur Erfassung des schulischen Selbstkonzeptes SESSKO. Hogrefe, Göttingen 2012.
- B. Spinath, J. Stiensmeier-Pelster, C. Schöne, O. Dickhäuser: Skalen zur Erfassung der Lern- und Leistungsmotivation SELLMO. Hogrefe, Göttingen 2012.
- als Hrsg.: Fähigkeitsselbstkonzepte. Themenheft. Zeitschrift für Pädagogische Psychologie. 20 (1/2), 2006.
- mit B. Spinath (Hrsg.): Berufsfelder der Pädagogischen Psychologie: Karrierewege, Kompetenzen, Tätigkeitsschwerpunkte. Springer, Heidelberg 2018, ISBN 978-3-662-55410-4.
- mit B. Spinath, C. Schöne (Hrsg.): Psychologie der Motivation und Emotion: Grundlagen und Anwendung in ausgewählten Lern- und Arbeitskontexten. Hogrefe, Göttingen 2018, ISBN 978-3-8017-2876-2.